# ステンレスソープ

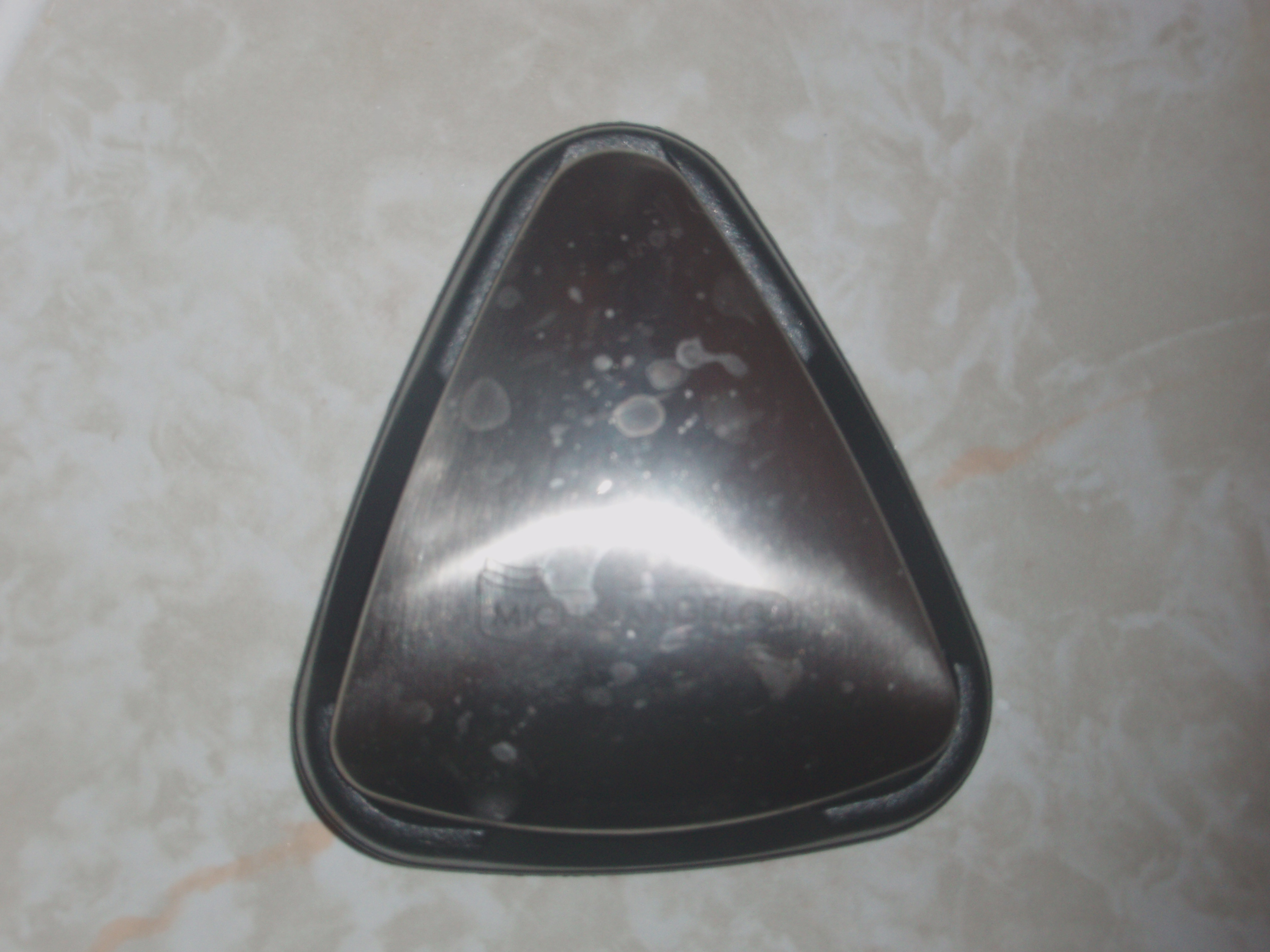
ステンレスソープの「インゴット」

ステンレスソープ（英: Stainless steel soap）は、石鹸の形状あるいはその他の手に持ちやすい形をしたステンレス鋼の塊または中空の製品。調理時に手についた匂いを消す効果がうたわれているが、有効性は否定されている。
当初、ニューヨーク近代美術館 (MoMA) やクレートアンドバレルのウェブストアでも販売されていたほか、日本では100円ショップでも見かける。

## 概要
ニンニクや玉ねぎ、魚といった臭気の強い食品を調理したあと、手を金属製の鍋や流し台などで擦ると臭わなくなることが、以前から知られていた。
ニンニクや玉ねぎ臭のスルフィド類は難水溶性で油脂の性質も小さく、石鹸で水洗いしてもにおいが落ちにくいが、金属と反応して水溶性の錯体に変わる。魚臭のアミン類は易水溶性だが、同じく錯体をつくりやすい。そこで、錆びていない金属の表面を水で濡らし、皮膚表面の物質と接触・反応させて洗い流す動作を、錆びにくいステンレスの塊を手元に置くことで容易に実施できるよう考案された。ドイツのゾーリンゲンに本社を置く企業・ジロンカ社(Zielonka)がこの種のステンレスソープの特許を取得している。
作用機構上、表面が汚れて金属イオンの溶出が衰えると効かなくなる。また、反応しない物質には効果が無い。

## 有効性
「ソープ」と称していても石鹸ではなく、単なるステンレスの塊であるので、通常の石鹸が持っているような鹸化や殺菌効果はない。
有効性に関して科学的な根拠が不十分とする意見もある。
日本の公正取引委員会には有効性が有るとは認められていない。2007年、ジロンカ社の「スメルキラー」というブランドの製品を、あたかも「水と空気に接触することによって消臭効果を有する」かのように宣伝して販売していたジュピターショップチャンネルに対し、公正取引委員会がその合理的な根拠となる資料の提出を求めたが、ジュピター社が提示した資料は合理的な根拠を示すとは認められず、「不当表示」として排除命令を受けた（平成19年(排)第4号）。